# 川原正嗣
川原 正嗣（かわはら まさつぐ、1969年9月9日 - ）は、日本の俳優、殺陣師、アクション監督。アクションクラブ所属。愛知県犬山市出身
。

## 略歴・人物
学生時代にヒーローショーのアルバイトを始める。伊勢戦国時代村などを経て、田尻茂一が立ち上げたアクションクラブに1995年から所属する。
1996年にアクションクラブの田尻茂一、前田悟とともに劇団☆新感線の「BEAST IS RED 野獣郎見参!」に殺陣師及び役者として参加。以降、劇団☆新感線のほぼすべての作品で殺陣指導及びアクション監督を務め、役者としても出演している。現在、アクションクラブからは川原のほか、武田浩二、藤田修平の3人が常連で参加しており、アクション活劇を特徴とする劇団☆新感線の殺陣・アクションの中核を担っている。
2016年には『BURAI -女王陛下は武士がお好き-』で初主演を務めた。

## 主な作品

### 舞台

#### 劇団☆新感線
- BEAST IS RED 野獣郎見参!（1996年, いのうえひでのり 演出）殺陣指導・出演[注 1]
- 花の紅天狗（1996年, いのうえひでのり 演出）[1]
- 直撃!ドラゴンロック～轟天（1997年, いのうえひでのり 演出）殺陣指導・出演
- 髑髏城の七人（1997年, いのうえひでのり 演出）殺陣指導・出演　- 服部半蔵 役
- SUSANOH〜魔性の剣（1998年, いのうえひでのり 演出）出演
- PSY U CHIC―西遊記（1999年, いのうえひでのり 演出）殺陣指導・出演
- 直撃!ドラゴンロック2 轟天大逆転（1999年, いのうえひでのり 演出）殺陣指導・出演
- LOST SEVEN（1999年, いのうえひでのり 演出）殺陣指導・出演
- 犬夜叉（2000年, いのうえひでのり 演出）殺陣指導・出演
- 阿修羅城の瞳（2000年, いのうえひでのり 演出）殺陣指導・出演
- 秋味R　踊れ!いんど屋敷（2000年, いのうえひでのり 演出）殺陣指導・出演
- 野獣郎見参（2001年, いのうえひでのり 演出）殺陣指導・出演
- 大江戸ロケット（2001年, いのうえひでのり 演出）殺陣指導・出演　- 黒衣衆・耳 役
- 直撃!ドラゴンロック3 轟天（2001年, いのうえひでのり 演出）殺陣指導・出演
- スサノオ〜神の剣の物語（2002年, いのうえひでのり 演出）殺陣指導・出演
- 歌舞伎NEXT阿弖流為（2002年, いのうえひでのり 演出）殺陣指導・出演
- 七芒星（2002年, いのうえひでのり 演出）殺陣指導・アクション監督・出演
- 花の紅天狗（2003年, いのうえひでのり 演出）殺陣指導・アクション監督・出演
- 阿修羅城の瞳（2003年, いのうえひでのり 演出）殺陣指導・アクション監督・出演
- レッツゴー!忍法帖（2003年, いのうえひでのり 演出）殺陣指導・アクション監督・出演　- 十六夜無明之介 役
- 髑髏城の七人〜アカドクロ（2004年, いのうえひでのり 演出）殺陣指導・アクション監督・出演　- 服部半蔵 役
- 髑髏城の七人〜アオドクロ（2004年, いのうえひでのり 演出）殺陣指導・アクション監督・出演　- 刃の非道丸 役
- SHIROH（2004年, いのうえひでのり 演出）殺陣指導・アクション監督・出演
- 荒神〜AraJinn〜（2005年, いのうえひでのり 演出）殺陣指導・アクション監督・出演
- 吉原御免状（2005年, いのうえひでのり 演出）殺陣指導・アクション監督・出演
- メタル マクベス（2006年, いのうえひでのり 演出）殺陣指導・アクション監督・出演
- Cat in the Red Boots（2006年, いのうえひでのり 演出）殺陣指導・アクション監督
- 朧の森に棲む鬼（2007年, いのうえひでのり 演出）出演・殺陣指導・アクション監督　- アラドウジ 役
- 犬顔家の一族の陰謀（2007年, いのうえひでのり 演出）殺陣指導・アクション監督・出演　- 黒井 役
- IZO（2008年, いのうえひでのり 演出）殺陣指導・アクション監督・出演　- 原田 役
- 五右衛門ロック（2008年, いのうえひでのり 演出）殺陣指導・アクション監督・出演　- ズゴン 役
- 蜉蝣峠（2009年, いのうえひでのり 演出）殺陣指導・アクション監督・出演　- 猪公 役
- 蛮幽鬼（2009年, いのうえひでのり 演出）殺陣指導・アクション監督・出演　- 京兼調部 役
- 薔薇とサムライ（2010年, いのうえひでのり 演出）殺陣指導・アクション監督・出演　- エスパーダ 役
- 鋼鉄番長（2010年, いのうえひでのり 演出）殺陣指導・アクション監督・出演　- 伊賀ジェット 役
- 港町純情オセロ（2011年, いのうえひでのり 演出）殺陣指導・アクション監督・出演
- 髑髏城の七人（2011年, いのうえひでのり 演出）殺陣指導・アクション監督・出演　- 夜叉の勇健 役
- シレンとラギ（2012年, いのうえひでのり 演出）殺陣指導・アクション監督・出演　- トキ 役
- ZIPANG PUNK 五右衛門ロックIII（2012年, いのうえひでのり 演出）殺陣指導・アクション監督・出演　- エスパーダ 役
- 蒼の乱（2014年, いのうえひでのり 演出）殺陣指導・アクション監督・出演　- 七巻八幡 役
- 五右衛門VS轟天（2015年, いのうえひでのり 演出）殺陣指導・アクション監督・出演　- ダークナイト16・エスパーダ 役
- 乱鶯（2016年, いのうえひでのり 演出）殺陣指導・アクション監督・出演　- 真造 役
- Vamp Bamboo Burn（2016年, いのうえひでのり 演出）殺陣指導・アクション監督・出演　- 赤霧島 役
- 髑髏城の七人 season花（2017年, いのうえひでのり 演出）殺陣指導・アクション監督
- 髑髏城の七人 season鳥（2017年, いのうえひでのり 演出）殺陣指導・アクション監督
- 髑髏城の七人 season風（2017年, いのうえひでのり 演出）殺陣指導・アクション監督
- 髑髏城の七人 season月 上弦の月（2017年, いのうえひでのり 演出）殺陣指導・アクション監督
- 髑髏城の七人 season月 下弦の月（2017年, いのうえひでのり 演出）殺陣指導・アクション監督
- 修羅天魔 髑髏城の七人 season極（2018年, いのうえひでのり 演出）殺陣指導・アクション監督・出演 - 清十郎 役[10]
- メタルマクベスdisc1（2018年, いのうえひでのり 演出）殺陣指導・アクション監督
- メタルマクベスdisc2（2018年, いのうえひでのり 演出）殺陣指導・アクション監督
- メタルマクベスdisc3（2018年, いのうえひでのり 演出）殺陣指導・アクション監督・出演
- 偽義経冥界歌（2019年-2020年, いのうえひでのり 演出）殺陣指導・アクション監督・出演　- 梶原景時 役
- けむりの軍団（2019年, いのうえひでのり 演出）殺陣指導・アクション監督・出演　- 一虎 役
- 月影花之丞大逆転（2021年, いのうえひでのり 演出）殺陣指導・アクション監督
- 狐晴明九尾狩（2021年, いのうえひでのり 演出）殺陣指導・アクション監督・出演　- 滝口帯刀 役
- 神州無頼街（2022年, いのうえひでのり 演出）殺陣指導・アクション監督・出演　- 清水次郎長 役
- 薔薇とサムライ2 海賊女王の帰還（2022年, いのうえひでのり 演出）殺陣指導・アクション監督・出演　- ハビル・ルチャドール将軍 役
- ミナト町純情オセロ（2023年, いのうえひでのり 演出）殺陣指導・アクション監督・出演　- 布引寿男 役
- 天號星（2023年, いのうえひでのり 演出）殺陣指導・アクション監督・出演　- 烏珠一心 役
- バサラオ（2024年, いのうえひでのり 演出）殺陣指導・アクション監督・出演　- ゴロウザ 役[11][12]
- 紅鬼物語（2025年, いのうえひでのり 演出）殺陣指導・アクション監督・出演[13]
- 爆烈忠臣蔵〜桜吹雪 THUNDERSTRUC（2025年公演予定, いのうえひでのり 演出）殺陣指導・アクション監督・出演[14]

#### その他
- 忠臣蔵ブートレッグ（1995年, いのうえひでのり 演出）出演[1]
- 「走れメロス」(1996年）[1]
- STAND BY ME（1997年, 永山耕三 演出）出演[1]
- ラッパ屋「阿呆浪士」（1998年, 鈴木聡 演出）殺陣指導・出演[1]
- 演劇集団キャラメルボックス「ケンジ先生」（1998年, 成井豊 演出）出演[1]
- 演劇集団キャラメルボックス「怪傑三太丸」（1999年, 成井豊 演出）出演[1]
- ABCミュージカル「火の鳥」（2000年, マキノノゾミ 演出）出演[1]
- 天保十二年のシェイクスピア（2002年, いのうえひでのり 演出）殺陣指導・出演[1][15][16]
- 阿佐ヶ谷スパイダース『桜飛沫』（2002年, 長塚圭史 演出）殺陣指導・出演[17]
- ホリプロ『奇跡の人』（2003年, 鈴木裕美 演出）殺陣指導[18]
- ミュージカル「ピーターパン」（2003年, 鈴木裕美 演出）殺陣指導
- 謎の下宿人（2003年, 山田和也 演出）殺陣指導
- おはつ（2004年, 鈴木裕美 演出）殺陣指導[19][20]
- ウーマンリブ vol.8 轟天vs港カヲル（2004年, 宮藤官九郎 演出）殺陣指導[21]
- カメレオンズ・リップ（2004年, ケラリーノ・サンドロヴィッチ 演出）殺陣指導[22][23]
- ハンブルボーイ（2004年, G2 演出）殺陣指導
- 真心一座身も心も第一章「流れ姉妹～たつことかつこ～」（2005年, 河原雅彦 演出）アクション指導[24]
- シス・カンパニー「エドモンド」（2005年, 長塚圭史 演出）殺陣指導[25]
- PARCOプロデュース「Shuffle-シャッフル-」（2005年, 後藤ひろひと 演出）アクション指導[26]
- ダブリンの鐘つきカビ人間（2005年, G2 演出）アクション監督[27]
- ラストショウ（2005年, 長塚圭史 演出）アクション監督[27][28]
- JAIL BREAKERS（2006年, G2 演出）殺陣・出演[29]
- ホリプロ『奇跡の人』（2006年, 鈴木裕美 演出）ファイティング[30]
- ROCK OPERA The who's『TOMMY』（2007年, いのうえひでのり 演出）擬斗[16]
- たとえば野に咲く花のように（2007年, 鈴木裕美 演出）殺陣指導[31]
- 空中ブランコ（2008年, 河原雅彦 演出）出演[32]
- 古田新太 in リチャード三世（2008年, いのうえひでのり 演出）殺陣指導・アクション監督・出演[33][16]
- 冬の絵空（2008年, 鈴木勝秀 演出）殺陣指導[34]
- ウーマンリブ vol.11 七人は僕の恋人（2008年, 宮藤官九郎 演出）殺陣指導[21]
- SISTERS（2008年, 長塚圭史 演出）アクション[35]
- 30-DELUX Action Club MIX「ナナシ」（2009年, 毛利亘宏 演出）殺陣指導・出演　- 白虎 役[36][37]
- 劇団本谷有希子 「甘え」（2010年, 本谷有希子 演出）アクション指導[38]
- 時計じかけのオレンジ（2011年, 河原雅彦 演出）殺陣[39][40][41]
- 新歌舞伎座　早乙女太一特別公演「鼓笛のかなた」（2010年）殺陣指導・出演
- 劇団朱雀特別公演「玲瓏」（2011年）出演
- おにぎり『斷食』（2011年, いのうえひでのり 演出）殺陣指導[42]
- サイケデリックペイン（2012年, いのうえひでのり 演出）殺陣指導・アクション監督[43]
- 劇団BRATS『真・桃太郎伝説』（2012年, 町田誠也 演出）出演[44]
- 鉈切り丸（2013年, いのうえひでのり 演出）殺陣指導・アクション監督・出演[45]
- ヴィレッヂプロデュース「断食」（2013年, いのうえひでのり 演出）アクション指導[46]
- あかいくらやみ～天狗党幻譚～（2013年, 長塚圭史 演出）殺陣[47]
- ミュージカル「ピーターパン」（2013年, 桑原裕子 演出）アクション[48]
- ジ・アルカード・ショー（2013年, 河原雅彦 演出）殺陣指導[49]
- ラストフラワーズ（2014年, いのうえひでのり 演出）殺陣指導・アクション監督・出演[50]
- ブエノスアイレス午前零時（2014年, 行定勲 演出）アクション指導・出演[51]
- 歌舞伎NEXT『阿弖流為』（2015年, いのうえひでのり 演出）アクション監督・出演[52][53]
- BURAI（2016年, 米山和仁 演出）主演　- 宮本小次郎 役[7]
- BURAI II（2019年, 米山和仁 演出）殺陣指導・アクション監督・主演　- 宮本小次郎 役[54]
- 30-DELUX NAGOYA アクションクラブ MIX「ナナシ2021」（2021年, 刈馬カオス 演出）殺陣監修・主演　- ナナシ 役[55][37]
- 劇団朱雀「祭宴」川北長次（2023年）出演　- 人斬り松五郎 役[56][57]
- BURAI III（2024年 長谷川太郎 演出）殺陣指導・アクション監督・主演　- 宮本小次郎 役[58]
- 歌舞伎NEXT『朧の森に棲む鬼』（2024年, いのうえひでのり 演出）アクション監督・出演　- ヤスマサ将軍 役[59][60][61]

### 映画
- ローレライ（2004年）出演[62]
- 死ガフタリヲワカツマデ（2012年）出演[63]

### テレビドラマ
- クリスマスドラマスペシャル 「勇気を出して」[1]
- 24 JAPAN（2021年）7-9,11-13話 出演[63][64]

### その他
- デーモン閣下「修羅と極楽」MV（2019年）アクション監督 [65]